# الدغري (مسلسل)
الدغري مسلسل اجتماعي كوميدي سوري، مقتبس عن قصة الكاتب التركي عزيز نيسين، أنتجه التلفزيون العربي السوري في عام 1992. من إخراج هيثم حقي، وسيناريو وحوار د. رفيق الصبَّان، وبطولة دريد لحَّام وجيانا عيد. وهو في عشرين حلقة، يحكي قصَّة شخص انتهازي محتال يستغل سذاجة القرويين لكسب الأموال والجاه والسُّلطة.

## الأحداث
تدور أحداث المسلسل في قرية صغيرة تدعى (كوم الحجر)، ولهذه القرية مجلس بلدي مكون من (إبراهيم بك الدغري) المحتال، و(حمزة) رئيس البلدية، و(جاسم عباس) رئيس الدرك، و(الحاج بدر الفهمان) شيخ القرية، و(البارودي) صاحب فندق صغير (قصر النعيم)، ويضم المجلس أيضًا عضو المعارضة الاشتراكي (قدري أفندي حقي) الذي استقال من المجلس. وفي القرية مستوصف طبِّي تعمل به (الدكتورة مها عبد الحميد) الطبيبة والمعلمة، وفيها مدرسةٌ يعمل فيها (أحمد هلال) المدرِّس.
يستغل الدغري سذاجة أهل البلدة والمجلس البلدي ويخدعهم بخدع شتى، ويحتال عليهم ليسرق أموالهم، ويساعده على ذلك مساعده جلال، ويوهم الجميع بعَلاقاته الوثيقة مع كبار المسؤولين في الحكومة، ويستخدم نفوذه وحيله ليصلَ إلى شخصيات مهمة مثل: القائم مقام، والمحافظ.
يقع الدغري المحتال في حبِّ الطبيبة مها، ويسعى إلى قلبها بأساليب مختلفة، ويكتشف أن المدرِّس أحمد في عَلاقه معها، فيدبِّر له المكايد ليبعده عنها وينجح في ذلك فيزوِّج أحمد بطالبته، ويتزوَّج هو الطبيبة. يترشح الدغري للنيابة، ويفوز في الانتخابات ويصير نائبًا في البرلمان، وينتقل للعيش مع زوجته الدكتورة مها في العاصمة، وتبدأ الطبيبة باكتشاف خداعه لأهل البلدة واحتياله على أعضاء المجلس البلدي، وتقرِّر الانفصال عنه والرجوع إلى القرية، للوقوف مع الشرفاء فيها في وجه الفساد. يكتشف الدغري في النهاية أن مساعده (جلال) قد تعلَّم منه أساليبه في الاحتيال، وبدأ يعمل المكايد وقد بدأ بالدغري نفسه.

## الشخصيات
(بحسب ترتيب أسمائهم في شارة المسلسل)

### بطولة
- دريد لحام: بدور (إبراهيم بيك الدغري) وهو شخص انتهازي يسعى للوصول إلى المال والمنصب وإلى قلب الدكتورة مها بشتى الوسائل.
- جيانا عيد: بدور (الدكتورة مها) التي تأسر قلب الدغري ويتزوج بها في النهاية، وهي تعمل في المستوصف وتدرِّس في المدرسة.
- أيمن زيدان: بدور (جلال البارودي) مساعد إبراهيم بيك الدغري في أعماله وأساليبه الاحتيالية.
- جمال سليمان: بدور (الأستاذ أحمد) القادم إلى من المدينة إلى الضيعة لتعليم أبنائها اللغة الإنكليزية.
- يوسف حنا: بدور (قدري أفندي حقي) المعارض السياسي.
- عمر حجو: بدور (حمزة بيك عرب أوغلي) عضو المجلس البلدي ورئيس البلدية.
- عبد الفتاح مزين: بدور (جاسم عباس) رئيس الدرَك، وعضو المجلس البلدي.
- حسن دكاك: بدور (الحاج بدر الفهمان) شيخ القرية، وأمين سر المجلس البلدي، ورئيس وحدة الإشراف الزراعي.
- عصام عبه جي: بدور (إسماعيل) عضو المجلس البلدي والتاجر الثري.
- أحمد عداس: بدور (البارودي أبو العز) صاحب فندق (قصر النعيم) وعضو المجلس البلدي.
- مرح جبر: بدور (دهب) ابنة (قدري أفندي حقي).
- صباح بركات: بدور (جواهر) ابنة (قدري أفندي حقي) وعشيقة (كريم)، يتزوجان على الرغم من معارضة والدَيهما.
- تيسيرإدريس: بدور (المحامي) والمعارض السياسي.
- أحمد رافع: بدور مدير المدرسة.
- محمد جبولي: بدور (أبو أسعد) مزارع.
- محمد الحريري: بدور (صابر الديري) مزارع.
- هيفاء واصف: بدور زوجة (قدري أفندي حقي) ووالدة جواهر ودهب.
- ظفيرة قطان:
- شريف السيَّد:
- حسام تحسين بك: بدور (جوزيف كوكوريكو) محتال وظفه الدغري بصفة مدير شركة أحنبية؛ للاحتيال على أهل القرية وسرقة أموالهم.
- حسن عويتي: بدور محتال، وظفه (جلال البارودي) بصفة قائم المقام الجديد؛ لسرقة أموال أهل القرية.
- محمد خاوندي:

### بالاشتراك مع
- عباس النوري: بدور (كريم الآغا) ابن الآغا، الذي يسعى للزواج من حبيبته ابنة المعارض (قدري أفندي حقي) على الرغم من رفض أبيه الشديد.
- هدى شعراوي: بدور (خيرية) داية القرية.
- زهير عبد الكريم: بدور (نوري المبيض) الرجل الأعور الذي يعمل مبيِّضًا للطناجر، ويعمل أيضًا في مهنة الدهان.

### ضيوف الشرف
- خالد تاجا: بدور (شريف آغا)، رجل إقطاعي غني، يرفض زواج ابنه (كريم) بابنة (قدري أفندي) (جواهر).
- نجوى صدقي: بدور (أم إبراهيم الدغري).
- رياض شحرور: بدور (المحافظ).
- عماد نور (ممثل سعودي): بدور (سعد) العامل لدى (البارودي) وهو أبكم وأصم.

## روابط خارجية
http://www.youtube.com/watch?v=Qj_OjoMPsG8